# Jeb Elqasab
Jeb Elqasab (tiếng Ả Rập: جب القصب) là một ngôi làng Syria nằm ở Sinjar Nahiyah ở huyện Maarrat al-Nu'man, Idlib. Theo Cục Thống kê Trung ương Syria (CBS), Jeb Elqasab có dân số 293 trong cuộc điều tra dân số năm 2004.